# Bon Accord (Alberta)
Pour les articles homonymes, voir Bon Accord.
Bon Accord est une ville (town) du comté de Sturgeon, situé dans la province canadienne d'Alberta.

## Démographie
En tant que localité désignée dans le recensement de 2011, Bon Accord a une population de 1 488 habitants dans 541 de ses 569 logements, soit une variation de -3.0% avec la population de 2006. Avec une superficie de 2,107 1 km2, la ville possède une densité de population de 706,183 9 hab/km2 en 2011.
Concernant le recensement de 2006, Bon Accord abritait 1 534 habitants dans 531 de ses 550 logements. Avec une superficie de 2,107 1 km2, la ville possédait une densité de population de 728,0 hab/km2 en 2006.
| 2001  | 2006  | 2011  | 2016  |
| ----- | ----- | ----- | ----- |
| 1 532 | 1 534 | 1 488 | 1 529 |